# Leptochelia tenuicula
Leptochelia tenuicula is een naaldkreeftjessoort uit de familie van de Leptocheliidae. De wetenschappelijke naam van de soort is voor het eerst geldig gepubliceerd in 1968 door Makkaveeva.